# Зільберштейн Андрій Ілліч
Андрій Ілліч Зільберштейн (нар. 24 вересня 1897, Москва — пом. 30 червня 1984, Харків) — український педагог, фахівець  з дидактики, історії педагогіки вищої школи, завідувач кафедри педагогіки (1939—1974) в Харківському державному педагогічному інституті. Кандидат педагогічних наук. Професор (1947). Відмінник народної освіти УРСР. Медаль А. С. Макаренка.

## Освіта
У 1914 році Андрій Зільберштейн закінчив Харківське реальне училище № 1. Працював заступником голови Пролетарського культурно-просвітницького центру. З того ж року розпочинає навчання у Петроградському психоневрологічному інституті.
Протягом 1920—1923 років здобував освіту на промисловому факультеті Харківського інституту народного господарства. Упродовж 1924–1926 років навчався на правовому факультеті Харківського інституту народного господарства. Одержав спеціальність юриста-криміналіста.
У 1940 році здобував освіту в Університеті марксизму-ленінізму для наукових робітників у Харкові.

## Трудова діяльність
Трудову діяльність розпочав на посаді заступника голови пролетарського культурно-просвітницького центру (1917—1918). Згодом працював інструктором відділу пролетарського культурно-просвітницького центру у 1918—1920 років.
У 1920–1921 роках обійняв посаду завідувача відділу й курсів підготовки позашкільних працівників у Харківському губернському відділі народної освіти.
Протягом 1921–1934 років очолював курси підготовки позашкільних працівників був завідувачем відділу у системі Наркомосу УСРР.
У 1922–1934 роках був заступником редактора журналу «Шлях освіти».
Упродовж 1928–1935 років — завідувач кафедри Всеукраїнського інституту комуністичної освіти.
У 1935–1937 роках завідував відділом Центрального психоневрологічного інституту.
Зільберштейн А. І. обіймав посаду завідувача кафедри педагогіки Харківського державного педагогічного інституту упродовж 1939–1974 років. Викладав предмети: «Система народної освіти», «політико-просвітницька робота», «педагогіка», «історія педагогіки». Під час німецько-радянської війни виконував функції воєнного комісара госпіталю.
У 1974—1984 роках — професор кафедри педагогіки та психології.
Пішов з життя 30 червня 1984 року у Харкові.

## Наукова діяльність
Основною сферою діяльності Андрія Зільберштейна була педагогіка.
Під керівництвом А. І. Зільберштейна підготовлено й успішно захищено 26 дисертацій на здобуття наукового ступеня кандидата педагогічних наук.
Андрій Ілліч Зільберштейн є автором понад 100 публікацій, серед яких:
- Зільберштейн А. І. К. Д. Ушинський про наочне навчання // Комуністична освіта. 1940. №10.
- Зильберштейн А. И. О новом учебнике педагогики // Советская педагогика. 1957. №4.
- Зільберштейн А. І. Організація колективних досліджень з дидактики – невідкладне завдання // Радянська школа. 1962. №5.
- Зільберштейн А. І. Наполегливо вивчати і творчо застосовувати педагогічну теорію // Дошкільне виховання. 1965. №2.

- «Два світи — дві системи освіти й виховання». 1973.
- «Проблема розвитку пізнавальної активності школярів у творах К. Д. Ушинського». 1974.
- «Про вдосконалення педагогічної підготовки студентів педінститутів». 1974.
- «Формуючий експеримент як метод науково-педагогічних досліджень». 1975.
- «Проведення екзаменів і заліків у вищій школі» (1979)

## Відзнаки та нагороди
- Значок «Відмінник народної освіти УРСР»;
- Медаль А. С. Макаренка (1969).